# Chant vieux-romain
Le chant vieux-romain est un ancien chant liturgique et ecclésiastique du Vatican, notamment le chant officiel de la Schola cantorum dès sa création jusqu'au début du XIIIe siècle. Selon l'ordonnance du pape Innocent III, il fut officiellement remplacé par le chant grégorien.

## Histoire de chant papal
À l'aurore et durant les trois premiers siècles du christianisme, la liturgie de l'Église était assistée par les solistes, en conservant la tradition du rituel judaïque. Ce soliste chantait toujours en grec. Il n'est pas évident que le chant papal existât et fût pratiqué à Rome.
L'Europe occidentale connut une évolution considérable au IVe siècle. Désormais, la liturgie était tenue en latin tandis que chaque région développait son propre rite. En Italie, il s'agissait de trois rites, y compris rite ambrosien à Milan sous influence du rite byzantin. En Italie du Sud, c'était le chant bénéventain, originaire du chant monastique lié à saint Benoît, qui était pratiqué. Quant à Rome, il s'agissait du rite romain, qui n'était en fait qu'une liturgie locale. 
Certes, selon la tradition écrite tardivement, l'origine de la Schola cantorum à Rome et de son chant (donc chant vieux-romain) était parfois attribuée à ce siècle. Cependant, même de nos jours, on sait peu sur ce chant, avant le VIIe siècle avec certitude.  
Les études récentes confirmèrent bien son existence au VIIIe siècle. Menacé par les Lombards, en 754 le pape Étienne II arriva à Saint-Denis, en cherchant la protection de Pépin le Bref. En raison de ce déplacement du Saint-Père, pour la première fois, le chant vieux-romain quitta la région de Rome. Le rite romain y fut entièrement adopté, en remplaçant le rite gallican, car la Gaulle était devenue territoire de l'Église, octroyée par Pépin,. D'après une lettre du pape Paul Ier († 767), le chantre adjoint Symeon (Siméon) arriva à Rouen dans l'optique de former les chantres carolingiens,. Comme le maître Georges de la schola romaine était décédé, le pape dut rappeler Siméon et décida de former les moines carolingiens à Rome. La lettre de Paul Ier exprimait qu'il s'agissait sans ambiguïté du chant papal. Or, les chantres carolingiens n'étaient pas d'accord de l'esthétique de ce chant. Dans le domaine musical, l'hybridation des deux traditions eut lieu entre le chant vieux-romain et le chant gallican. Amalaire de Metz était un témoin important de cet événement, en effectuant la comparaison des deux traditions (le vieux-romain et le chant messin qui était le prototype du chant grégorien) lors de son séjour à Rome en 831. En plus, ces événements étaient mentionnés dans les écritures de Walafrid Strabon († 849). Or, faute de partition,, restent difficiles les études sur le vieux-romain de cette époque.
Au IXe siècle, Jean Diacre († 880) était un défenseur du chant vieux-romain. Dans la Vita Gregorii Magni, il le qualifiait comme chant doux. Selon lui, les musiciens carolingiens n'étaient pas capables de chanter le vieux-romain, en raison de leur voix brillante mais raide (rigidas voces).  
Alors que le chant vieux-romain demeurait toujours une liturgie locale, le chant grégorien connut un grand succès dans toute l'Europe. Ce dernier commença à supplanter finalement le chant vieux-romain.
Avant sa disparition, plus précisément le remplacement par le grégorien, le Saint-Siège aussi adopta ses livres de chant en neumes, à la suite de l'invention de Guido d'Arezzo, une notation avec les lignes créée vers 1030, qui était très utile. De nos jours, le plus ancien manuscrit complet de vieux-romain est dit graduel vieux-romain de Sainte-Cécile du Trastevere,. Cela tend à confirmer l'officialité de ce chant à cette époque.
Dans la ville éternelle, la Schola cantorum conservait encore le chant vieux-romain au XIIe siècle alors que les paroisses ne pouvaient exécuter que le chant grégorien. Un certain Bernhard, chanoine de la basilique Saint-Jean-de-Latran et évidemment originaire d'un pays germanique selon son nom, témoigna de cette coexistence :

« Quand l'Apostolique vient célébrer la messe chez nous, les chanoines sont priés de se mettre au chevet de l'église et de se tenir calmement. Ce jour-là, le prieur ira en ville pour recruter quatre chantres vigoureux parce que nous ne savons pas répondre au chant du pape. »
Des manuscrits de vieux-romain (voir ci-dessous), notés, aussi sont des témoins de l'arrivée du grégorien à Rome. Dans le graduel dit de Trastevere, une cinquantaine de versets alléluiatiques vieux-romain étaient complétés par une trentaine de versets grégoriens tandis que le manuscrit latin 5319, dont Michel Huglo attribuait l'usage à cette basilique de Latran, compte aussi dix versets d'alléluia grégorien, huit séquences et un certain nombre de tropes de Kyrie. Quant au manuscrit F22, présumé en usage à la basilique Saint-Pierre du Vatican, ne contient aucune mélodie grégorienne, à l'exception des traits de la Vigile pascale. (Toutefois, l'origine de ces traits est très ancienne.)  
Auprès du Saint-Siège, l'utilisation du chant vieux-romain se termina définitivement au début du XIIIe siècle, en faveur du chant grégorien. Il est vraisemblable que l'événement était lié à une réforme liturgique sous le pape Innocent III († 1216), selon laquelle le graduel et l'antiphonaire furent abrégés ou révisés. Pour confirmer cela, il est à noter qu'il n'existe aucun manuscrit du chant grégorien, qui ait été transcrit et noté à Rome, avant le milieu du XIIIe siècle. De plus, les livres de chant correspondants aussi disparurent, car le pape Nicolas III aurait ordonné leur destruction,. À vrai dire, n'est connu aucun document officiel de cette époque-là. C'est le doyen Raoul de Tongres qui mentionnait tardivement, dans son œuvre De canonum observantia prop. 22 (1397), le nom de Nicolas III.
Après ces événements, à partir de 1309 le déplacement de la papauté vers Avignon provoqua l'abandon entier des vestiges de l'ancien chant papal. Aussi le chant vieux-romain tomba-t-il définitivement dans l'oubli, jusqu'à ce que quelques livres soient retrouvés en 1890.

## La première redécouverte en 1890 à Rome

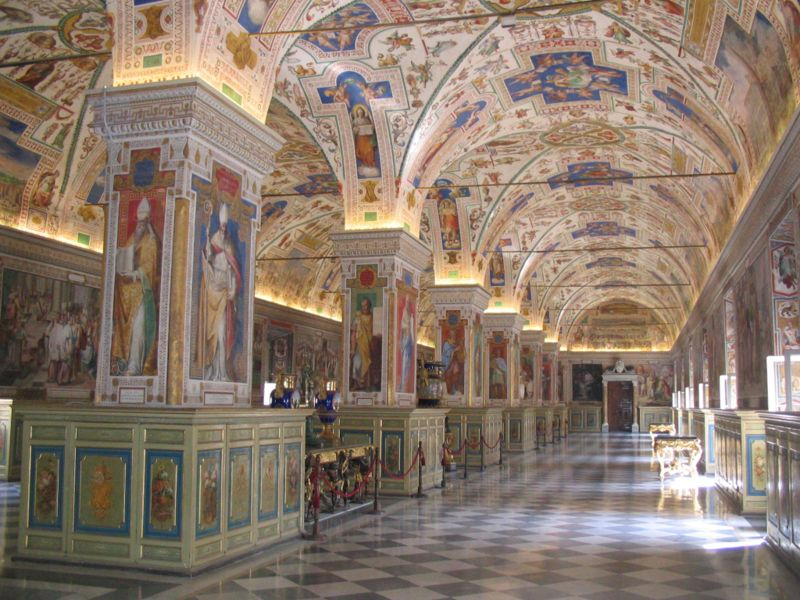
Bibliothèque apostolique vaticane dans laquelle le manuscrit latin 5319 fut découvert en 1890.

Lorsqu'ils cherchaient des manuscrits anciens dans les principales archives européennes afin de restaurer scientifiquement le chant grégorien, les moines de l'abbaye Saint-Pierre de Solesmes Dom Mocquereau et Dom Cabrol découvrirent à Rome en 1890 trois livres de chant assez bizarres, l'un à la bibliothèque apostolique vaticane (latin 5319) et les deux autres dans les Archivio di San Pietro (B79 et F22).
Alors que les mélodies du chant grégorien ancien étaient constantes quel que soit le manuscrit, celles de ces livres étaient tantôt proches du chant grégorien, tantôt assez éloignées. Leurs textes étaient presque parfaitement identiques, mais l'ordre esthétique était différent. Leur authenticité et leur ancienneté étaient incontestables, d'autant qu'ils se trouvaient dans les archives pontificales.
Cette découverte provoqua une grosse confusion à l'abbaye. D'une part, personne ne put expliquer pourquoi il existait ou fallait les deux répertoires pareils pour la même liturgie auprès du Saint-Siège. D'autre part, à cette époque-là, le chant grégorien était encore attribué à saint Grégoire Ier. Si ceux qu'ils étudiaient n'étaient pas originaire de Rome, cela serait trop bouleversant.

## La deuxième redécouverte en 1951 à Londres
Jusqu'au milieu du XXe siècle, ces livres restaient encore énigmatiques. Toutefois en 1951, deux autres livres furent découverts à Londres, dans une librairie de livres anciens William Robinson, et de nouveau par les moines de Solesmes, Dom Jacques Hourlier et Dom Michel Huglo. Aussitôt, cette découverte fut annoncée dans la Revue grégorienne tome XXXI en 1952 ; les livres sont plus anciens que ceux de Rome,.
Un de ces manuscrits en bon état, dit graduel vieux-romain de Sainte-Cécile du Trastevere, avait été copié à Rome en 1071, par l'archiprêtre Giovanni de l'église Sainte-Cécile-du-Transtévère. Une édition critique fut publiée en 1987 par un musicologue suisse Max Lütolf tandis que les fac-similés en ligne sont disponibles depuis 2007, grâce au soutien de la fondation Martin Bodmer, bibliothèque privée en Suisse.
Ce livre a un historique assez long. En 1744, Domenico Giorgi publia le texte entier de ce manuscrit dans son quatrième tome de De liturgia Romani Pontificis. D'ailleurs, auprès de la Bibliothèque nationale, il existe quelques pages de copies de ce graduel, entreprises par un musicologue (manuscrit latin 17177). Celui-ci, vraisemblablement un mauriste, nota précisément l'année 1071, mais en ignorant ce que cela concernait. Le graduel se trouvait encore à la bibliothèque du cardinal Antonio Saverio Gentili. En 1861, le manuscrit fut acquis par Thomas Phillipps. Devenu manuscrit Phillipps 16069, mais les chercheurs considéraient qu'il aurait été perdu. Depuis 1946, celui-ci était chez William Robinson, avant que ne le retrouvent les moines de Solesmes, grâce à une collaboratrice anglaise. Or auparavant, personne ne put constater la particularité de ce manuscrit.
Un autre manuscrit est celui du British Museum, manuscrit Additionnel 29988, copié au XIIe siècle, qui n'est pas encore disponible en ligne.

## Fragments
Cependant, le musicologue Thomas Kelly réussit à identifier deux folios qui avait été en usage à la cathédrale de Sutri. Il s'agit d'un fragment d'un antiphonaire vieux-romain, en tant que folios 141 et 141 bis. D'autres fragments aussi avaient été découverts à Bologne et à Frosinone, toujours en Italie. Récemment, un autre fragment en 2 folios fut découvert dans la bibliothèque municipale de Verdun (manuscrit 84), déchiré et utilisé pour un livre de commentaire qui avait été fait à Rome en 1463.

## Identification du chant
À la suite de cette découverte, Dom André Mocquereau de l'abbaye Saint-Pierre de Solesmes présenta ces manuscrits l'année suivante aux musicologues et spécialistes, en supposant que les livres soient plus récents :

« ... nous laisserons dans leur singulier isolement & leur indépendance bizarre de la tradition grégorienne trois manuscrits extrêmement curieux du XIIe & du XIIIe siècle (Vatican, n° 5319, & Archives de Saint-Pierre, n° F. 22, & n° B. 79), les seuls de ce genre que nous ayons rencontrés parmi les documents manuscrits de la liturgie romaine que nous avons réunis & consultés. La plupart des chants en usage dans ces codex ne se rapportent à la tradition ni par l'économie de la distribution de leurs neumes, ni par la suite des intervalles musicaux. Ce ne sont plus ici des variantes ou des altérations qui s'offrent à nous : c'est un chant réellement distinct, aussi loin de l'ambrosien que du grégorien. Néanmoins le fond mélodique est ordinairement emprunté à la cantilène grégorienne : sous les fioritures, les broderies, ou, comme on dit encore, les machicotages qui la défigurent, on reconnaît le dessin primitif. Ces mélodies semblent dater d'une époque relativement récente, dans laquelle les règles de composition grégorienne commençaient à tomber en désuétude : c'est ce que révèle la manière souvent fautive ou maladroite avec laquelle les paroles sont appliquées à la musique, sans parler des autres indices qu'il serait trop long d'exposer ici. »

— Abbaye Saint-Pierre, Paléographie musicale, tome II, p. 4-5 (1891)
Identification vraiment difficile, mais Dom Raphaël Andoyer considérait correctement qu'il s'agirait du chant antégrégorien et avait présenté son hypothèse dans la Revue du chant grégorien en 1912, laquelle n'attira pas l'attention des chercheurs,,. En 1931, savant Dom René-Jean Hesbert, l'un des meilleurs spécialistes des manuscrits à l'époque, n'écrivit qu'« aussi singulière que mystérieuse » en évitant aucune hypothèse,.
La dénomination chant vieux-romain fut donnée en 1950 par Bruno Stäblein, musicologue allemand. En effet, il présenta, lors du Congrès international de musique sacrée présidé par le directeur de l'Institut pontifical de musique sacrée, sa conclusion : les deux répertoires seraient originaires de Rome et les trois livres seraient, au contraire de l'avis de Dom Mocquereau, plus anciens,. Désormais, on les appelle le chant vieux-romain, afin de se distinguer du chant romain, à savoir chant grégorien. Stäblein continua ses études tandis que l'évolution des recherches indiquait que l'origine de certains répertoires du chant grégorien était le chant vieux-romain, donc il y avait des hybridations.
Le découvert du graduel copié en 1071 suggère que les deux chants coexistaient dans la ville éternelle. Dès 1954, Dom Michel Huglo proposait, avec une liste des manuscrits et des témoins indirectes, que c'était le chant vieux-romain qui était né à Rome, vraisemblablement pour la Schola cantorum, alors que l'on avait composé le chant grégorien ailleurs. Ce dernier y serait venu plus tard, mais de plus en plus principal dans la liturgie à Rome.
Dorénavant, toutes les hypothèses furent ouvertes. Certains imaginaient que tous les deux soient nés en dehors de l'Italie. D'autres suppositions étaient expliquées par la tradition papale et celle des monastères ou des paroisses. Même après 30 ans de discussions, Helmut Hucke, musicologue allemand, ne put pas donner sa conclusion pour le Grove Dictionary of Music and Musicians en 1980.
De nos jours, c'est l'hypothèse de Huglo, chant anciennement créé à Rome en tant que chant papal, que la plupart de musicologues soutiennent. Car à la fin du XXe siècle, ils établirent avec assez de précision la création du chant grégorien auprès de l'Empire carolingien, à Metz,. De plus, Daniel Saulnier trouva une justification de la coexistence des deux chants au XIIe siècle, le chant grégorien dans la ville et un autre chant assez différent chanté par la Schola cantorum. Certes, ce document ne précisait pas de caractéristiques du chant du pape. Nonobstant il s'agit théoriquement du chant vieux-romain, parce qu'aucun autre chant romain ne se trouve dans les archives du Vatican.
Si les études sur le vieux-romain sont toujours en cours,
faute de nouveau manuscrit, sauf deux folios qui ont été découverts à la bibliothèque municipale de Verdun, elles restent difficiles. En ce qui concernent la mélodie, les chercheurs se concentrent sur la comparaison avec d'autres traditions, telles la grégorienne, l'ambrosienne. Or, il s'agit des mélodies copiées après 1071. Avant cette date, en raison de l'absence de notation, le répertoire des chants vieux-romain reste dans le flou.
Malgré cette difficulté, certains chercheurs avancèrent leurs études, en analysant soigneusement les textes vieux-romains. Ainsi, en profitant de la connaissance de la centonisation, Kenneth Levy découvrit que la plupart des offertoires grégoriens, à la base des psaumes, sont certainement issus du vieux-romain. Au contraire, des offertoires particuliers dont les textes ne sont pas ceux des psaumes étaient originaux, et finalement importés de la Gaulle à Rome. Un autre spécialiste de cette technique, James McKinnon, confirma que l'usage de centonisation se trouve dans plupart des répertoires de propre de la messe vieux-romain. D'autres spécialistes font attention aux textes du latin antique (donc non ceux de la Vulgate). D'où, Andreas Pfisterer présente son hypothèse très originale : quelques offertoires avaient été importés à Rome, de la Gaulle et de l'Afrique du Nord, avant d'être transférés aux Francs.
En effet, par sa publication posthume de 2000, James McKinnon († 1999) présentait une nouvelle hypothèse : alors que le répertoire du chant grégorien avait été ancré vers 900 dans l'Empire carolingien, celui du chant vieux-romain qui restait en tradition orale ne fut pas fixé jusqu'au XIe siècle. Selon lui, le chant vieux-romain est un chant évolué et transformé durant longtemps, du chant de lecteur (à savoir soliste) au chant de la schola. Avant 750 environ, cette Schola cantorum dynamique à Rome avait considérablement développé et sophistiqué son répertoire vieux-romain, qui fut emporté chez les Carolingiens. Il considérait donc que le chant grégorien serait plus proche du chant vieux-romain au VIIe siècle que ce dernier copié après 1071. Ainsi, un certain nombre d'introïts vieux-romain ne ressemblent point à ceux de chant grégorien, et normalement beaucoup plus ornés et développés. Au contraire, l'époque tardive de décadence provoqua la dégradation d'une partie de répertoire. Hypothèse opposée par d'autres chercheurs tel Kenneth Levy, les études sont toujours en cours et la conclusion n'est pas encore donnée,.

## Caractéristique du chant vieux-romain
En dépit des documents limités, les études de caractéristique de ce chant furent améliorées à partir de la deuxième moitié du XXe siècle. Certaines trouvèrent des métissages entre lui et le chant grégorien. Ainsi, les compositeurs gallicans conservaient l'allure générale du chant vieux-romain, et parfois son architecture modale.
En revanche, l'ornementation du chant de Rome est complètement différente de celle du chant grégorien,. En collaboration avec Lycourgos Angelopoulos, fondateur du chœur byzantin de Grèce, Marcel Pérès distinguait les nombreuses similitudes des ornementations entre deux chants : le vieux-romain et le vieux-byzantin. Cette ressemblance se trouve également au regard des formules modales et des cadentielles,.
Ainsi dans le chant vieux-romain, le rythme de la langue latine n'est-il pas évident :
« Si vous étudiez un morceau de chant Vieux-Romain, vous ne voyez pas la séparation entre les mots : il y a toujours un petit nuage mélodique à la fin des mots et au début. L'enchaînement des mots est flou. En chant grégorien ce n'est jamais ainsi (Daniel Saulnier, Session de chant grégorien III, 2005). »
Le chant vieux-romain est donc essentiellement esthétique et moins liturgique, en comparaison du chant grégorien qui put bénéficier de la renaissance carolingienne. Dans le chant grégorien, le texte, les paroles de Dieu, est plus clairement entendu, grâce à sa latinité, à la suite de la promotion de l'enseignement latin de Charlemagne. Alors que le chant protégé par ce dernier est encore le chant liturgique par excellence de l'Église même de nos jours.
Au regard du texte, ce dernier conservait une autre ancienneté : il comporte parfois ses Alléluia avec les versets en grec. Sous influence de la liturgie byzantine, l'Église romaine aussi exécuta celle de la langue grecque pendant les deux premiers siècles. Donc, la composition de celui-ci fut effectuée à l'époque où le passage du grec au latin n'était pas encore complété. De plus, il manque de répertoires liturgiques ajoutés après le VIIIe siècle.
En dessous, il s'agit de l'un des Alléluia du manuscrit latin 5319, celui des vêpres de Pâques ainsi que de la messe du lundi de Pâques :
| original | traduction |
| --- | --- |
| Alleluia. O Kirioc keba kyleocen euprepia enedisato enedisatom Kyrioc dinamin ke nepieiocaton ke gar estereocsen in icumeni itis u saleuthisete. Alleluia. | Alléluia. Le Seigneur règne maintenant, il est revêtu de majesté, revêtu et ceint de la force, oui, il a rétabli notre monde qui ne sera plus ébranlé. Alléluia. |

## Liste des manuscrits du chant vieux-romain
Cette liste fut fournie par le musicologue Joseph Dyer (université de Boston) en 2020. Celle-ci est aussi complétée par l'étude de Michel Huglo (1954/2005), indiquée avec * :

### Manuscrits complets
1. Graduel Sainte-Cécile du Trastevere :
bibliothèque de la fondation Martin Bodmer, manuscrit C74 (copié en 1071 à l'église Sainte-Cécile-du-Trastevere)
[détails et fac-similés (Medieval Music Manuscripts Online Database)] ;
2. Graduel romain :
Bibliothèque apostolique vaticane, manuscrit latin 5319 (XIe – XIIe siècles)
[détails et fac-similés (Medieval Music Manuscripts Online Database)] ;
3. Graduel romain :
Archivio San Pietro, manuscrit F22 (XIIe siècle)
[détails et fac-similés (Medieval Music Manuscripts Online Database)] ;
4. Antiphonaire romain :
Archivio San Pietro, manuscrit B79 (1181 - 1187 environ)
[manuscrit en ligne] [liste de matériaux (université de Waterloo)] ;
5. Antiphonaire romain :
British Library, manuscrit additionnel 29988 (XIIe siècle, originaire de Rome)
[détails (Medieval Music Manuscripts Online Database)] ;
6. [(manuscrit perdu) Antiphonaire romain :
collection Antonio Saverio Gentili, manuscrit 78 (originaire de l'église Sainte-Cécile-du-Trastevere)].

### Fragments
1. Graduel romain sans notation :
Tiszáninenni Református Egyhazkerület Nagykönvitár (Sárospatak), manuscrit An.4814 (VIIIe siècle, sans doute originaire de l'Italie centrale) ;
2. Antiphonaire romain :
Archivio comunale (Sutri), manuscrit Framm. teologici 141/141bis (fin du XIe siècle) ;
3. Antiphonaire romain :
Archivio di Stato (Frosinone), collection perg. manuscrit 82 (99) (4 pages, fin du XIIe siècle) ;
4. Antiphonaire romain :
Civicio Museo Bibliografico Musicale (Bologne), manuscrit Mus. Q3, frammento 19 (1 folio, XIIIe siècle) ;
5. Antiphonaire romain :
bibliothèque municipale de Verdun, manuscrit 84 (2 folios, XIIIe siècle selon Dyer (2020) ou XIIe siècle d'après Gatté (2016)) ;
6. [(manuscrit perdu) Graduel romain sans notation[m 8] :
Landesbibliothek (Kassel), manuscrit Theol. Fol. 36 (IXe siècle, copié sans doute à Fulda[m 8],[eg47 5])].

### Fragment d'hybridation
1. Graduel romano-grégorien :
Bayerische Staatsbibliothek (Munich), manuscrit clm 29164c (vers 900, textes selon l'ordre de graduel vieux-romain mais neumes avec la mélodie grégorienne).

### Historique
1. [(manuscrits perdus) Antiphonaire romain, livre des répons romains et livre des Heures de nuit (horologium nocturnum) sans notation :
Livres expédiés de Rome à Pépin le Bref entre 757 et 767, selon la lettre du pape Paul Ier[kl 12] ;
2. [(manuscrit perdu) Antiphonaire romain sans notation * :
Abbaye Saint-Pierre de Corbie (antiphonaire sans doute octroyé par le pape Adrien Ier[m 9] et étudié par Amalaire de Metz au IXe siècle - voir ci-dessous Étude d'Amalaire sur l'antiphonaire de Corbie)].

### Traces
1. Antiphonaire du Mont-Blandin, le plus ancien manuscrit grégorien sans notation * :
Bibliothèque royale de Belgique, manuscrit 10127 - 10144 (vers 800), plusieurs particularités trouvées dans le vieux-romain[m 10], de plus, une note importante pour le 7e dimanche après la Pentecôte : « Ista hebdomata non est in antephonarios romanos (Cette fête ne se trouve pas dans les antiphonaires romains »[m 10] ;
2. Missel plénier sans notation de l'Italie centrale * :
Bibliothèque apostolique vaticane, manuscrit Barberini latin 560 (à la fin du Xe siècle), avec les alléluias vieux-romain de la semaine de Pâques et de la plupart des dimanches du Temps pascal[m 11] ;
3. Graduel grégorien de Norcia * :
Bibliothèque Vallicelliane, manuscrit C52 (XIIe siècle), cantique Vinea en vieux-romain dont le texte remonte au temps de saint Grégoire le Grand, inséré parmi les traits grégoriens du Samedi saint[m 3] ;
4. Orationale de saint Pierre en grégorien * :
Bibliothèque apostolique vaticane, manuscrit Basilica di San Pietro F11 (XIIe siècle), ajoute de 3 messes vieux-romain[m 3] ainsi que de l'office des morts, y compris les diaconia pour les défunts, en vieux-romain[m 12] ;
5. Missel romain * :
Bibliothèque apostolique vaticane, manuscrit Basilica di San Pietro F18 (XIIe – XIIIe siècles et en usage à la basilique Saint-Pierre, avec les neumes ajoutés de seconde main au dessus du texte de l'alléluia du Samedi saint, dont la mélodie est identique au manuscrit F22[m 13] ;
6. Sacramentaire grégorien * :
Biblioteca Riccardiana de Florence, manuscrit 299 (XIe siècle, en usage dans un monastère du diocèse de Sienne), messe de mariage en vieux-romain avec mélodie (folio 182) accompagnée de l'explication qui manifestait le manque de version grégorienne[m 14] ;
7. Fragment d'un missel grégorien * :
Biblioteca Riccardiana de Florence, manuscrit 300 (XIe siècle), deux messes en vieux-romain[m 14] ;
8. Pontifical romain du XIIe siècle révisé (Pontificate secundum consuetudinem et usum Romanæ Curiæ) * :
Version remaniée sous le pontificat d'Innocent III (début du XIIIe siècle) dans plusieurs manuscrits, 3 antiennes de la procession des reliques notées dont les mélodies sont celles de vieux-romain[m 15].

Les manuscrits du chant vieux-romain restent vraiment moins nombreux que ceux du grégorien qui comptent plusieurs milliers de manuscrits. Il existe plusieurs raisons pour l'expliquer. D'abord, tout comme les autres chants monodiques anciens, les formation et transmission du vieux-romain étaient effectuées oralement. La notation du chant grégorien était une exception, inventée par les moines sous la Renaissance carolingienne. Ensuite, lorsque l'on commença, en faveur du vieux-romain et de l'ambrosien, à fabriquer les livres de chant en notation (car, on connaissait, sans doute, l'efficacité de la notation en lignes de Guido d'Arezzo qui l'avait inventée vers 1030 pour l'enseignement : formation des chantres en un ou deux ans au lieu de dix ans), le grégorien était déjà diffusé dans toute l'Europe, surtout aux monastères. Il semble que le nombre des copies achevées ne fussent pas nombreux. Selon Joseph Dyer (2020), il ne s'agirait autre que du Vatican et de l'église Sainte-Cécile-du-Trastevere (et alentour), au sein desquels le chant vieux-romain a été copié en notation. Enfin, à partir du XIVe siècle, le chant vieux-romain était tout à fait hors d'usage, ce qui est le contraire du chant ambrosien. Les manuscrits les plus récents sont ceux du XIIIe siècle.

## Étude d'Amalaire sur l'antiphonaire de Corbie
Une étude de Michel Huglo (1954) révèle que l'antiphonaire romain qu'Amalaire de Metz analysa vers 844 ou avant était exactement un manuscrit de vieux-romain. Il s'agissait d'un antiphonaire qui était conservé à l'abbaye Saint-Pierre de Corbie.
Dans le Liber de ordine antiphonarii, il expliquait :

« Depuis longtemps je voyais avec peine la discordance des antiphonaires dans notre province ; car les modernes offraient un ordre différent de celui des anciens, et je ne savais ce qui était le plus digne d'être conservé, lorsqu'il plut à celui qui accorde abondamment à tous de me délivrer de ce scrupule. Je découvris des antiphonaires dans le monastère de Corbie, ..... Poussé par le vent de la curiosité, je fis mes efforts pour venir de la pleine mer au port de la tranquillité ; ..... J'ai conféré les susdits volumes avec nos antiphonaires, et j'ai trouvé qu'ils différaient des nôtres non seulement dans l'ordre, mais encore dans les paroles et une multitude de répons et d'antiennes que, nous, nous ne chantons pas. Les nôtres m'ont paru plus raisonnablement arrêtés en beaucoup de choses. Je me demandais avec surprise comment il s'était fait que la mère et la fille différassent autant entre elles. J'ai découvert dans un volume des susdits antiphonaires, par les choses qu'il contient, qu'il avait été mis en ordre autrefois par l'apostolique Adrien. »,
Michel Huglo trouva et confirma que les divergences présentées par Amalaire ne se trouvent dans aucun antiphonaire grégorien. Au contraire, celles-ci sont exactement des caractéristiques propres des manuscrits vieux-romain :
1. double office de Noël ;
2. antiennes des Matines de Pâques avec l'alléluia, et non Ego sum qui sum, Postulavi et Ego dormivi des grégoriennes ;
3. version différente des vêpres pascales ;
4. double office de Matines pour saint Pierre et quelques autres saints ;
5. absence de répons propre pour la dédicace de saint Michel ;
6. absence de série d'antiennes évangéliques pour les dimanches après la Pentecôte.

## Messe de mariage
Une particularité qui caractérisait le répertoire du chant vieux-romain était sa messe de mariage Deus Isra[h]el, qui manquait dans le vieux fonds du chant grégorien. D'où, parfois on ajoutait cette messe vieux-romain dans les livres grégoriens. La version grégorienne n'apparut qu'au XIIe siècle :

- introït Deus Isra[h]el ;
- graduel Uxor tua ;
- alléluia Mittal tibi ;
- offertoire In te speravi ;
- communion Ecce sic.

Pour cette raison, cette pièce se trouve encore dans quelques manuscrits du XIVe siècle et même dans les divers éditions du missel romain à partir de 1481, avant que la version grégorienne ne soit définitivement adoptée au XVIIe siècle.
Cette particularité, avec celle de la messe des obsèques vieux-romain, peut être expliquée par le Sacramentarium Gregorianum Hadrianum, base de tous les textes du chant grégorien. Sollicité par Charlemagne, le pape Adrien Ier lui avait expédié, d'abord, des copies du sacramentaire en usage à Rome, qui ne satisfit pas son besoin. Faute de copistes de qualité, finalement, le Saint-Père prit vers 791 un sacramentaire pontifical dans sa bibliothèque, au lieu d'un sacramentaire paroissial romain. La raison exacte pour laquelle celui-ci sélectionna ce livre reste inconnue. Problème, c'était que, normalement, le pape ne célèbre ni la messe de mariage ni la messe des obsèques. Il manquait de ces messes dans le vieux fonds du chant grégorien.